# Безымянка (приток Лапшанги)
Безымянка — река в России, протекает в Варнавнском районе Нижегородской области. Устье реки находится в 37 км по левому берегу реки Лапшанга. Длина реки составляет 10 км.
Исток реки находится в 7 км северо-восточнее посёлка Северный. Река течёт на юго-восток, всё течение реки проходит по ненаселённому лесному массиву. Крупнейший приток — Малый Каливец (левый). Впадает в Лапшангу выше деревни Тимариха. 

## Данные водного реестра
По данным государственного водного реестра России относится к Верхневолжскому бассейновому округу, водохозяйственный участок реки — Ветлуга от города Ветлуга и до устья, речной подбассейн реки — Волга от впадения Оки до Куйбышевского водохранилища (без бассейна Суры). Речной бассейн реки — (Верхняя) Волга до Куйбышевского водохранилища (без бассейна Оки).
По данным геоинформационной системы водохозяйственного районирования территории РФ, подготовленной Федеральным агентством водных ресурсов:
- Код водного объекта в государственном водном реестре — 08010400212110000042802
- Код по гидрологической изученности (ГИ) — 110004280
- Код бассейна — 08.01.04.002
- Номер тома по ГИ — 10
- Выпуск по ГИ — 0